# Patrick Proisy
Patrick Proisy (Évreux, 10 settembre 1949) è un ex tennista francese.
È il cognato di Yannick Noah.

## Carriera
Ha vinto due titoli in carriera nel singolare, a Perth nel 1972 e a Hilversum nel 1977.
Nei tornei dello Slam ha raggiunto la finale del Roland Garros 1972, persa contro Andrés Gimeno, e la semifinale agli Australian Open dell'anno successivo dove ha la peggio contro l'australiano Newcombe.
In Coppa Davis ha giocato ventuno match con la squadra francese vincendone dodici.

## Statistiche

### Singolare

#### Vittorie (2)
| Numero | Data            | Torneo                         | Superficie  | Avversario in finale | Punteggio     |
| 1.     | 9 dicembre 1972 | Western Australian Open, Perth | Erba        | Wanaro N'Godrella    | 7-6, 6-4, 6-3 |
| 2.     | 18 luglio 1977  | Dutch Open, Hilversum          | Terra rossa | Lito Álvarez         | 6-0, 6-2, 6-0 |

#### Finali perse (3)
| Numero | Data           | Torneo                                        | Superficie  | Avversario in finale | Punteggio                |
| 1.     | 4 giugno 1972  | Open di Francia, Parigi                       | Terra rossa | Andrés Gimeno        | 4–6, 6–3, 6–1, 6–1       |
| 2.     | 18 maggio 1975 | British Hard Court Championships, Bournemouth | Terra rossa | Manuel Orantes       | 6–3, 4–6, 6–2, 7–5       |
| 3.     | 9 maggio 1976  | ATP Firenze, Firenze                          | Terra rossa | Paolo Bertolucci     | 6-7, 2-6, 6-3, 6-2, 10-8 |